# Nationale Iwan-Ohijenko-Universität Kamjanez-Podilskyj
Die Nationale Iwan-Ohijenko-Universität Kamjanez-Podilskyj (ukrainisch Кам’янець-Подільський національний університет імені Івана Огієнка, КПНУ) ist eine Hochschule in der ukrainischen Stadt Kamjanez-Podilskyj. Die Universität ist eine der ältesten Universitäten in der Ukraine mit heute rund 5.000 Studenten. Ihr erster Rektor war der ukrainische Pädagoge Iwan Ohijenko.

## Geschichte

### Gründung

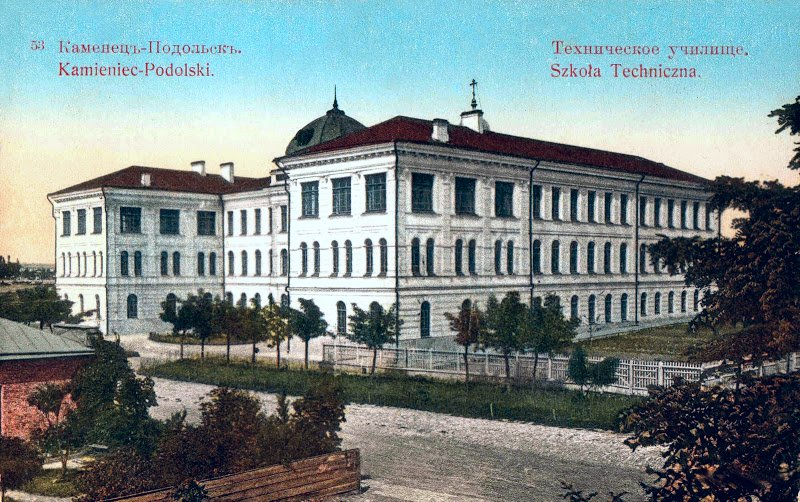
Technische Schule Kamjanez-Podilskyj auf einer vorrevolutionären Postkarte des frühen 20. Jahrhunderts (ca. 1910)

Bereits Ende des 19. Jahrhunderts bestanden in Kamjanez-Podilskyj pädagogische Lehranstalten. Das waren die einjährigen Kurse der Lehrervorbereitung für Grundschule, die zweijährigen Kurse, das Lehrerseminar u. a. In den Jahren der Ukrainischen Volksrepublik spielte Kamjanez-Podilskyj eine wichtige politische und kulturelle Rolle. Zu einem großen und markanten Ereignis im Leben der Stadt wurde die Gründung der staatlichen Universität, die am 17. August 1918 erfolgte. Die feierliche Eröffnung der Universität fand am 22. Oktober 1918 statt. Zu diesem Festakt kamen einige Hunderte von Gästen aus verschiedenen Regionen der Ukraine. Die Universität erhielt über 1000 Glückwunschtelegramme und 400 Begrüßungsschreiben. An den Feierlichkeiten beteiligten sich die Delegationen aller Bevölkerungsschichten.
In allen städtischen Kirchen wurde der feierliche Dankesgottesdienst gehalten und durch die Stadt ging ein Kreuzgang. Die Eröffnungszeremonie fand in der Sitzung des Professorenbeirats im Volkshaus (das heutige Kulturhaus) statt. Danach wurde ein großes festliches Konzert gegeben. So feierte die ukrainische Öffentlichkeit die Gründung einer neuen Bildungs- und Kulturstätte in der jungen Ukrainischen Volksrepublik.
Der erste Rektor der Universität war der ukrainische Linguist, Ethnograph und Historiker, Professor Iwan Iwanowytsch Ohijenko. Die Vorlesungen hielten Wissenschaftler wie Petro Butschynskyj, Mychajlo Draj-Chmara, L. T. Bilezkyj, O. S. Neselowskyj, Dmytro Doroschenko, Wolodymyr Herynowytsch, N. T. Hamorak, I. A. Ljubarskyj u. a. Zum Studium an der Universität kamen die Studenten aus Podolien, Galizien, Bukowina, aus dem Gebiet Kiew, Tschernihiw und anderen Regionen der Ukraine. Im Jahre 1920 zählte die Universität etwa 1.400 Studenten, die an den fünf Fakultäten studierten: die physikalisch-mathematische, die historisch-philologische, die theologische, die landwirtschaftliche und die juristische Fakultät. Die Universität verfügte über drei Gebäude, eine Bibliothek mit 33.000 Bänden, ein Observatorium, eine Wetterwarte, 24 Kabinette und Labors, und eine Musterwirtschaft im Dorf Paniwzi.

### 1920 bis 1991
Die Niederlage der ukrainischen Nationalbefreiungsbewegung im Herbst 1920 bestimmte auch die Geschichte der Universität. Das nicht-ukrainische Regime tat alles, um jede Erinnerung an diese Hochschule aus dem Gedächtnis zu tilgen. Alle Urkunden und Materialien über die Universität blieben unter Verschluss, in während der sowjetischen Regierungszeit erschienen Stadtführern wird weder die Universität noch ein Mitglied ihres Lehrkörpers erwähnt. Schon im Januar 1921 wurde die Universität ins Institut der theoretischen Wissenschaften reorganisiert. Aber am 26. Februar desselben Jahres wurde dieses Institut in zwei selbstständige Lehranstalten reorganisiert: das Institut für Volksbildung und das landwirtschaftliche Institut. Das Institut für Volksbildung hatte zwei Fakultäten – die physikalisch-mathematische und die sozialwissenschaftliche Fakultät, die unter schwierigen Umständen ihre Arbeit weiterführten. Die Lektoren und Studenten hungerten, viele von ihnen wurden den «Säuberungen» unterworfen und aus der Hochschule ausgeschlossen. Die Reorganisation aber dauerte weiter. Am 18. Oktober desselben Jahres 1921 wurden die physikalisch-mathematische und die gesellschaftswissenschaftliche Fakultät aufgelöst und durch die Fakultät für Berufsausbildung ersetzt. Nach einem Jahr, am 26. Oktober 1922 erlebte die Hochschule eine weitere Umgestaltung: das Institut für Volksbildung wurde in die Lehranstalt für soziale Erziehung reorganisiert. Alle mehrmaligen Umgestaltungen der 1920er – 1930er Jahre führten dazu, dass die Eigenart und das national-kulturelle Kolorit der ehemaligen Universität vernichtet wurden. Am 1. Oktober 1928 zählte die Hochschule 211 Studenten und 20 Lektoren. Anfang der 1930er Jahre wurde hier die Fernabteilung eröffnet.
Die Hungersnot und die Repressalien von 1932 bis 1933 waren eine weitere tragische Periode im Leben des Instituts. Viele Lektoren wurden verhaftet und eingekerkert: W.O. Herynowytsch, A. Marzynjuk, I.A. Ljubarskyj, H.D. Butko, P.S. Palko, K.A. Pol, W.P. Chranewytsch, H. Bushok, I.A. Myronez, W.K. Bernazkyj, M.O. Draj-Chmara, P.H. Klepazkyj, I.J. Kulyk, W.I. Tschetwerykow und andere. Aber auch unter diesen dramatischen Verhältnissen setzte das Institut seine Tätigkeit fort und bildete Lehrerfachkräfte heran. Von 1933 bis 1934 wurde das pädagogische Institut mit einem vierjährigen Studienplan gebildet, aber schon im 1935 wurde es liquidiert. 1939 wurde in Kamjanez-Podilskyj das Institut für Lehrerbildung geschaffen und am 1. September 1940 zählte es 482 Studenten. Als das Studium gebührenpflichtig wurde, mussten mehr als 100 Studenten das Institut verlassen.
Am 2. Juli 1941 musste das Institut mit seiner Lehrtätigkeit einstellen: die Front des Zweiten Weltkrieges näherte sich. Viele Studenten und Lektoren wurden eingezogen und kämpften gegen die Faschisten. Die Arbeit des Instituts war von 1941 bis 1944 durch den Krieg unterbrochen, aber sofort nach der Befreiung der Stadt im März 1944 nahmen die historisch-philologische und die physikalisch-mathematische Fakultät den Lehrbetrieb wieder auf.

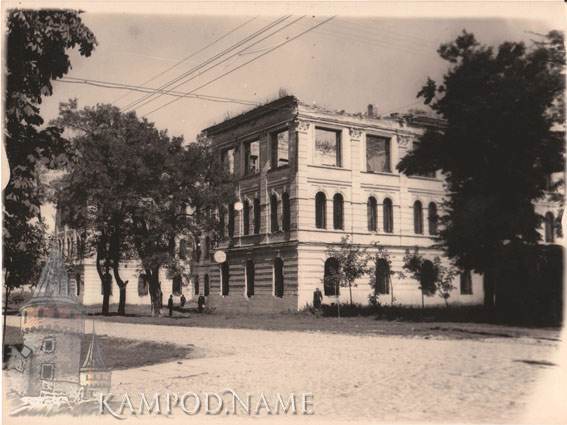
Die Ruinen des damaligen Pädagogischen Instituts (Ende 1940er Jahre)
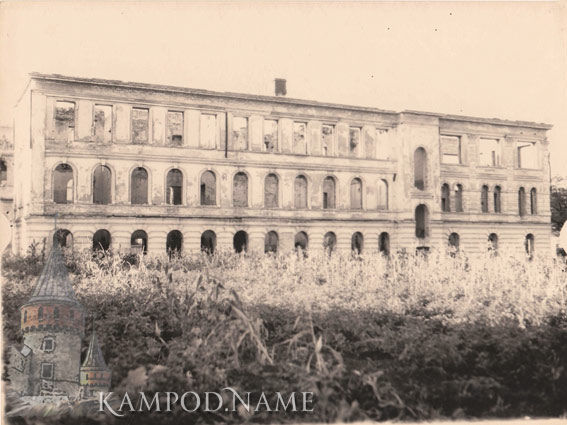
Die Ruinen des damaligen Pädagogischen Instituts
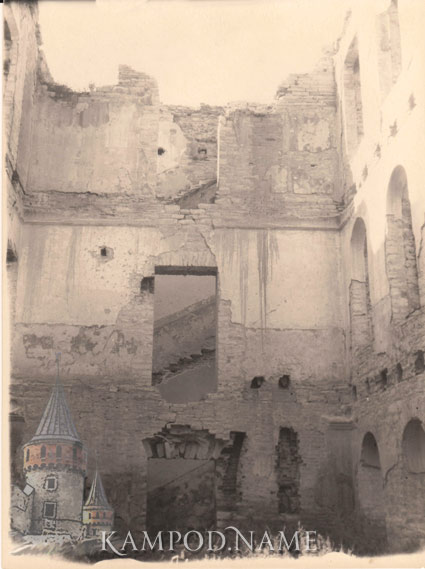
Die Ruinen des damaligen Pädagogischen Instituts

Vom 30. Januar 1947 bis zum 5. Dezember 1966 stand an der Spitze des Instituts I. S. Selenjuk, der viel für die Verstärkung der materiellen Basis der Hochschule getan hatte. 1948 bis 1949 wurde das Institut für Lehrerbildung in ein pädagogisches Institut reorganisiert und diese Lehranstalt arbeitete fast 50 Jahren – bis 1997. In diesen Jahrzehnten wurden auch neue Fakultäten eröffnet: die Fakultät für Körpererziehung (1949), die Fakultät für Pädagogik und Methodik der Unterstufe (1960), die historisch-philologische Fakultät wurde 1968 in zwei selbständige Fakultäten aufgeteilt.

### Seit 1992
Im 1992 wurde die sechste Fakultät – für Defektologie (jetzt die Fakultät für die Menschenentwicklung) eröffnet. Die Zahl der Studenten nahm von Jahr zu Jahr zu. In den Jahren 1966 bis 1977 leitete I. W. Iwach die Hochschule und von 1977 bis 2001 bekleidete den Posten des Rektors Professor Kopylow A. O. Im Bereich der wissenschaftlichen Arbeit erreichte das Institut besonders große Erfolge und nahm die führende Stellung unter den pädagogischen Hochschulen des Landes ein. Das Institut bekam drei neue Lehrgebäude. Es wurden zwei neunstöckige Studentenheime gebaut. Insgesamt verfügt die Hochschule über sechs Heime, wo ca. 85 % aller Studenten wohnen. Die Bibliothek zählt fast 1 Million Bände und ist eine der größten unter den Hochschulbibliotheken des Landes.
Im Sinne der Fortführung der Geschichte der alten Universität, wurde die Staatliche Pädagogische Universität Kamjanez-Podilskyj am 28. Juni 1997 nach Beschluss der ukrainischen Regierung wiederaufgenommen.

## Allgemeine Beschreibung der Hochschule
Die Universität ist eine Hochschule von staatlichem Eigentum innerhalb des Ministeriums für Bildung, Jugend und Sport der Ukraine. Geschichte der Universität startete am 17. August 1918, als der Hetman der Ukraine Pavlo Skoropadsky das Gesetz zur Gründung der Kamjanez-Podilskyj staatlichen Universität unterzeichnete. Der erste Rektor der Universität war Wissenschaftler und Linguist, Professor, aktives Mitglied des Prozesses der Gründung des ukrainischen Staates Iwan Ohijenko.
Während ihres Bestehens hat die Universität viele Umstrukturierungen unterzogen: im Jahre 1920 wurde es in der Akademie der theoretischen Wissenschaften reorganisiert, im Jahr 1921 – Institut für Theoretische Wissenschaften. Im selben Jahr wurde das Institut für Theoretische Wissenschaften in zwei getrennte Bildungseinrichtungen reorganisiert – Institut für Bildung und Landwirtschaftlichen Institut.
Während der 1930er und 1940er Jahre wurde das Institut für Bildung dreimal reorganisiert, im Jahr 1930 zum Institut für Sozialpädagogik, 1933/1934 ins Lehrerinstitut, und im Jahr 1939 in das Pädagogische Institut. Das Lehrerinstitut wurde im Schuljahr 1948/1949 in das Pädagogische Institut neu reorganisiert.
Im Jahr 1997 erhielt Pädagogische Hochschule den Status der Staatlichen Pädagogischen Universität, und im Jahr 2003 wurde an ihrer Basis Kamjanez-Podilskyj Staatliche Universität gegründet. Dem Präsidialerlass vom 22. Januar 2008 nach gewährte der Universität den nationalen Status. Auf die Weisung vom Ministerkabinett der Ukraine vom 20. August 2008 wurde die Universität Iwan Ohijenko benannt. Die Universität ist eine öffentliche Hochschule IV. Niveau der Akkreditierung und nachrangig gegenüber dem Ministerium für Bildung, Jugend und Sport der Ukraine. Der Leitung der Universität ist Rektor Zavalnyuk Alexander Myhajlowytsch, Kandidat der historischen Wissenschaften, Professor, Akademiemitglied der Akademie der Hochstudium / Spezialität 7.010103 "Pädagogik und Methoden der Sekundarstufe. Geschichte".
Ministerkabinett der Ukraine "Über die Benennung von Iwan Ohijenko Kamjanez-Podilskyj Nationale Universität", dafiert vom 20. August 2008, ergab Kamjanez-Podilskyj Nationale Universität den Namen von Iwan Ohijenko.
Im Laufe der Existierungsahren hat die Universität mehr als 55.000 Fachleute in den Kindergarten, Sekundar-, Berufs-, Bildungseinrichtungen, Universitäten IV. Niveau der Akkreditierung und anderen Zweigen der nationalen Wirtschaft, mehr als 350 Ärzte und Kandidaten der Wissenschaften ausgebildet, hat mehrere nationale und internationale Auszeichnungen bekommen.

## Einrichtungen

### Studium und Lehre
Heute hat die Universität zehn Fakultäten:
- Fakultät der Geschichte
- Fakultät für Physik und Mathematik
- Fakultät der ukrainischen Philologie und Journalistik
- Fakultät für Fremdsprachen
- Sportliche Fakultät
- Pädagogische Fakultät
- Naturwissenschaftliche Fakultät
- Wirtschaftliche Fakultät
- Fakultät der Correctional- und Sozialpädagogik und Psychologie
- Fakultät der militärischen Ausbildung

### Fakultät der Geschichte
Die Fakultät arbeitet aus der Zeit der Gründung der Universität.
Studiumprozess bietet funf Abteilungen:
- Geschichte der Ukraine
- Weltgeschichte
- Geschichte der Völker Russlands und der besonderen historischen Disziplinen
- philosophische Disziplinen
- Politische Wissenschaft und Soziologie

An der Fakultät arbeiten mehr als 30 Doktoren und Professoren. Die Fakultät bildet Fachkräfte in Bildungs- und Qualifikationsniveau der Bachelor-, Fach- und Meister aus der Fachrichtungen – Geschichte und Politikwissenschaft. Hier funktioniert auch Aspirantur und Doktorantur aus der Fachrichtung – Geschichte der Ukraine.

### Fakultät für Physik und Mathematik
Fakultät begann ihre Tätigkeit im Jahr 1918, als aus zwei Fakultäten (Mathematik und Geschichte) Kamjanez-Podilskyj ukrainische staatliche Universitat erstellt wurde. Heute bildet die Fakultät Fachkräfte aus in den Fachrichtungen:
- Informatik
- Unterrichtsmethodik von Physik und technischer Disziplinen des Bildungssektors
- Physik
- Differentialgleichungen und angewandte Mathematik
- Algebra und Mathematische Analyse

### Fakultät der ukrainischen Philologie und Journalistik
Fakultät existierte noch im Jahr 1918. 2005 wurde die Fakultät aus der Philologischen Fakultät zur Fakultät der ukrainischen Philologie getrennt. 2005 entstand die Fachrichtung "Journalismus". Fakultät bildet Studenten aus in den Bereichen:
- Pädagogik
- Geschichte der ukrainischen Literatur und Vergleichende Literaturwissenschaft
- Journalismus
- ukrainische Sprache

### Fakultät für Fremdsprachen
Fakultät für Fremdsprachen ist eine der jüngsten Fakultäten an der Universität. Sie wurde am 10. Juli 2002 gegründet. An der Fakultät für Fremdsprachen arbeiten fünf Abteilungen:
- Slawische Philologie und Allgemeine Sprachwissenschaft
- Deutsch
- Germanischen Sprachen und fremdsprachige Literatur
- Fremdsprachen
- Englisch

Die Fakultät für Fremdsprachen bietet:
1. Vollzeitausbildung, Abendstudium und externe Studien
2. Institut Vorbereitung
3. Weiterbildung

### Sportliche Fakultät
Studiumprozess bietet funf Abteilungen:
- Leichtathletik mit Methoden des Unterrichts
- Theorie und Methodik des Sportunterrichts
- Sportstudium
- Sport und Sport-Spiele
- Biomedizinische Grundlagen der Leibeserziehung und körperliche Rehabilitation

### Pädagogische Fakultät
Die Geschichte der Fakultät für Bildungswissenschaften beginnt im Jahr 1921.
Die Ausbildung bieten die Abteilungen:
- Kunst und Kunstgewerbe und die Restauration von Kunstwerken
- Theorie, Geschichte der Musik und Musikinstrumentespielen
- Mathematik und Naturwissenschaften mit Methoden des Unterrichts
- Sprachliche Disziplinen
- Pädagogik und Methodik der elementaren Bildung und vorschulischen Erziehung
- Methode der Musikerziehung, Vokal- und Chormusik Chorleitung

### Naturwissenschaftliche Fakultät
Die Fakultät wurde am 30. August 2006 gegründet und arbeitet in vier Abteilungen:
- Biologie und Methoden des Unterrichts
- Geographie und Methoden des Unterrichts
- Allgemeine Ökologie
- Anatomie, Physiologie und Valeologie

An der Universität arbeiten 9 Laboratorien, 15 Unterrichtsräume, Hörsäle, Computer-Raum, Zentrum für das Studium der Natur von Podillja, Forschungslabor für Ökologie, Museum für Geschichte der Natur.

### Wirtschaftliche Fakultät
Ausbildung von professionellen Wirtschaftlern wird in drei Abteilungen beschäftigt. Die wirtschaftliche Fakultät bereitet Spezialisten vor in den Fachrichtungen:
- Personalmanagement und Tourismus
- Wirtschaft Unternehmen
- Wirtschaftslehre

### Fakultät der Correctional- und Sozialpädagogik und Psychologie
Abteilungen:
- Abteilung für Sprachtherapie und spezielle Methodik
- Sozialpädagogik und Soziale Arbeit
- Psychologische und medizinisch-biologische Grundlage der Korrekturarbeit
- Correctional Pädagogik und inklusive Bildung
- Pädagogische Psychologie und Schulenmanagement
- Angewandte Psychologie

### Fakultät der militärischen Ausbildung
An der Universität funktionieren wissenschaftliche Zentren und Laboratorien, die Magistratur und die Aspirantur, das Informations- und Verlagszentrum. Die Vorbereitung der pädagogischen Kader sichern mehr als 250 wissenschaftliche Mitarbeiter, die an 28 Lehrstühlen tätig sind.

### Sonstige Einrichtungen
An der Universität bestehen auch die Chorkapelle, das Orchester der ukrainischen Volksinstrumente, die Ensembles der Volksmusik, der Volkstänze, der Banduraspieler.
Zur Verfügung der Studenten stehen Lehrgebäude, die Bibliothek mit 800.000 Bändern, das Stadion (für 10.000 Plätze), vier Sportsäle, fünf Studentenwohnheime mit 2350 Plätzen.
Das Studium an der Pädagogischen Hochschule dauert vier bis fünf Jahre. Die Studenten haben täglich drei bis vier Doppelstunden. Im Winter und im Sommer legen die Studenten Vorprüfungen und Prüfungen ab. Man unterscheidet Zwischen – und Abschlussprüfungen. Die Abschlussprüfungen kommen ins Diplom des Studenten. Das Studium endet mit dem Staatsexamen oder mit der Verteidigung der Diplomarbeit. Die Studenten sind in Studiengruppen eingeteilt. Jeder Student hat einen Studentenausweis und ein Studienbuch. Die Studenten können einen Platz im Studentenheim erhalten.

## Internationales
Die Erfahrung bei der internationalen Zusammenarbeit in der Nationalen Kamjanez-Podilskyj Iwan Ohijenko Universitat zeigt großes Potenzial für diesen Bereich, um den Lernprozess zu verbessern. Er besteht in der Ebene: – Amateur – Einhaltung der Gesetze "Uber Hochschulbildung". Die Arbeit vergangenen fünf Jahren kann die Zusammenfassung über die Bildung eines Systems der internationalen Zusammenarbeit, die folgende Komponenten umfasst zeigen:
- gemeinsame wissenschaftliche und technische Forschung;
- Organisation von internationalen wissenschaftlichen und technischen Konferenzen, Symposien, Kongressen, Seminaren, "Runder Tische";
- Teilnahme an internationalen Bildungs- und Forschungsprogramme;
- Beteiligung an den Programmen der bilateralen und multilateralen Austausch von Studierenden, wissenschaftlichen und pädagogischen Personals;
- Auslandsreise des Lehrpersonals für Lehre und Forschung auf der Basis des Vertrags mit den ausländischen Universitäten und Hochschulen und Empfang der Grants;
- Schaffung von den gemeinsamen Forschungszentren und Laboratorien;
- Ausgabe der üblichen Sommerblumen von wissenschaftlichen Publikationen;
- Teilnahme an Studentenwettbewerben, künstlerischen Wettbewerben, Open-Air.

Die historische Dimension der Bildung der internationalen Beziehungen an der Universität kann in mehrere Stufen unterteilt werden. Jeder von ihnen verlangte wissenschaftliche Denken, Problemlösung sind verschiedene Mechanismen für die internationalen Beziehungen in der Natur und Inhalte, Methoden und Felder, Aufgaben und Agenten und sind ein einzigartiger Komplex. Dieser Komplex ist wirksam, wenn sie spezifische Ziele für eine bestimmte Dauer der erforderlichen Analyse setzt. Genau durch die Praxis ist die Prüfung von Techniken und Methoden verwirklicht. Jede Form und Richtung der internationalen Zusammenarbeit werden in folgende Phasen zerlegt:
- Erklärung des Problems oder der Aufgabe;
- Akkumulation von Wissen durch theoretische Reflexion;
- Suche von Arbeitern, die in einem Team arbeiten können und ihre Arbeit verstehen;
- Suche nach einem Partner mit seiner Interpretation von Chancen und Mechanismen für gemeinsame Anstrengungen;
- Entscheidung über die Definition der ausübenden Arbeiter, bildung der öffentlichen Meinung über die Notwendigkeit dieser Arbeit;
- Kontrolle (sowohl Zwischen- und Abschlussberichte).